# 鋼の錬金術師 デュアルシンパシー 二人の絆
『鋼の錬金術師 デュアルシンパシー 二人の絆』（はがねのれんきんじゅつし デュアルシンパシー ふたりのきずな）は、2005年7月21日にニンテンドーDSで発売されたゲームソフトである。

## ゲームシステム
エドを操作し、一部のみアルを操作することになる。ストーリーは2003年のアニメ版を元にしている。